# Gernot Gonschorek
Gernot Gonschorek (* 1943) war bis zu seiner vorzeitigen Pensionierung Dozent für Schulpädagogik an der PH Heidelberg. Vorher lehrte er an der Pädagogischen Hochschule Lörrach, die allerdings früh ihre Tore schloss.
Er wurde 1979 in Konstanz mit einer autobiographisch orientierten Studie über Erziehung und Sozialisation im Internat promoviert. Zusammen mit Susanne Schneider ist er Verfasser eines pädagogischen Standardwerks.

## Schriften
- Erziehung und Sozialisation im Internat. Ziele, Funktionen, Strukturen u. Prozesse komplexer Sozialisationsorganisationen. München: Minerva, 1979. ISBN 3597101631. (Dissertation)
- mit Willi Wölfing: Schule und Bildung. Argumente – Anstöße – Beispiele. Weinheim: Deutscher Studienverlag, 1993. ISBN 3-89271-442-8.
- mit Susanne Schneider: Einführung in die Schulpädagogik und die Unterrichtsplanung. 4. Aufl. Heidelberg: Auer, 2005. ISBN 3-403-03216-7.